# フジポッド
フジポッドはフジテレビが無償で配信する、放送配信サービスである。
2006年3月15日から配信開始。これは、ポッドキャスティングを利用して、フジテレビが製作したオリジナルプログラムを無償で配信するものである。なお、番組出演者は「お台場寄席」（解説を除く）以外全てフジテレビのアナウンサー。
ダウンロードした番組はパソコンでも聴取可能。

## 利用方法
このサービスは、最初にパソコンにiTunesをダウンロード（フジポッドホームページでもダウンロード可能）。そしてフジポッドホームページ（外部リンク参照）にアクセスし、各コンテンツにあるアイコン（バナー）「RSS Podcasting・iTunesにドラッグ&ドロップ!」をクリック、iTunesにドラッグさせる。
聴取するには、前文でも記述した通りiTunes等の専用受信ソフトが必要である。

## 配信プログラム

### 教養バラエティ フジテレビッツ
毎週金曜日更新。エデュテイメント情報番組（Education + Entertainment）。学校では教えてくれないけど、知っていると友達に自慢し、楽しい情報がいっぱい。いろんなジャンルのコーナーが、毎週入れ替わり立ち代り登場する。フジテレビ On Demandにて第1話を除き、2010年3月まで有料動画配信されていたが、2010年4月からフジポット内のフジテレビッツのホームページで無料動画配信されている。

### ヨミキク文庫
毎週水曜日更新。親子が読みたい童話や昔ばなしをアナウンサーが朗読して紹介。

### お台場寄席
毎週木曜日更新。月一度フジテレビで開催される「お台場寄席」に出演した落語家の噺を紹介。2006年9月から新聞・雑誌に落語の評論を執筆するほどで「落語通」でもある"つかちゃん"こと塚越孝アナウンサーによる解説が付いた。
2007年より不定期でホール落語会「フジテレビ目玉名人会」が開催されるようになり、塚越が「席亭」（企画・プロデュース）を務めていた。入場は有料だが、事実上の公開録音であった（大半が後日、「お台場寄席」で配信された）。

### つか金フライデー!
毎週金曜日更新。"つかちゃん"こと塚越孝アナウンサーが若輩女性アナウンサーと一緒に進行し、話芸を伝授したり、巷の流行や旬の情報を電話かスタジオでインタビューする。長年ラジオの世界で活躍してきた塚越ならではの企画と言えよう。2009年4月から11月までフジテレビ On Demandで「つか金フライデー!X（エックス）」として有料動画配信されていた。2010年1月から巷で話題の人物や注目の分野に携わる方を招いて、人気の秘訣やその本質など、ここでしか聞けない話を、その話術で聞き出す。

### アニメーションシアター
2010年3月から配信開始。毎週月曜日-金曜日更新。

## 過去の配信プログラム

### 今日のきょう!つゆだく
2006年7月配信終了
その週にあった出来事などを深く掘り下げて紹介。

### J-1グランプリ
2006年7月配信終了
フジテレビで主にスポーツ実況を担当するアナウンサーが普段の日常、風景など実況をしなくてもいいことを実況風にして紹介。

### アナ金フライデー!
2006年7月配信終了
各アナウンサーがラジオ番組風にして、テレビでは言えない裏話などを紹介。

### 今日のきょう!
毎週月曜～金曜日更新。その日はどんな日なのか、どんな出来事があったのかなどを紹介。また、2006年10月から曜日別のコーナーが、2006年8月からトークのテーマにそって担当アナが1分間トークするコーナー「アナネタ」がある。2009年11月30日で配信休止。 
2009年11月30日配信休止時の曜日別のコーナー
月曜日　鉄子のお部屋　
日本の鉄道をピックアップし、毎回、1路線を紹介するコーナー（鉄道豆知識を紹介することもある。2008年4月から男性アナが担当するときは「鉄男のお部屋」、女性アナが担当するときは「鉄子のお部屋」にタイトル変更になった）
火曜日　ブックブックこんにちは（2007年1月～）　　
全国のさまざまな書店に電話し、店員のお薦めの1冊を紹介するコーナー。
水曜日　教えて！オトナの法律相談所（2009年4月～）
身近なギモンについて、法律を通じて弁護士の石丸幸人が教えてくれるコーナー。
木曜日　リスナー発なんでもランキング　
リスナーによるなんでもベスト5を募集し、紹介するコーナー。　
金曜日　～キネマ旬報社プレゼンツ～今日の映画検定（2009年4月～）　　
毎回、映画に関する知識を楽しく身につけるコーナー。紙と鉛筆は必需品。
過去にあった曜日別コーナー
火曜日　オトナが聞きたい頭の体操（2006年10月～12月）　
学生時代のお勉強、暗記ごとなどなど、すっかり忘れてしまった都会のオトナに今一度学生気分に戻ってもらおうというコーナー
水曜日　男と女の四字熟語（2006年10月～2008年4月）　　　
世の中で数多くある四字熟語をさまざま用例で紹介するコーナー。
水曜日　男と女の雑学講座　（2008年5月～2009年3月）
毎回、1つの男と女の雑学に関して取り上げて紹介するコーナー。
金曜日　フジテレビ名番組の裏側（2006年10月～2007年9月）　　　
毎回フジテレビの番組を1つ取り上げ、番組裏話や制作裏話などを紹介するコーナー。
金曜日　～Ｚ会プレゼンツ～今日の国語力検定（2007年10月～2009年3月）　　
毎回、あなたの国語力が試されるコーナー。紙と鉛筆は必需品。
アナネタ（2006年8月～)
お題の入ったガチャポンにまわし、そのお題にそってトークするコーナー。アナウンサーの腕の見せ所で物事やトークの内容など構成をし、制限時間1分間でトークする。

### フジポッド文庫
2009年11月配信終了
毎週水曜日更新。名作小説をアナウンサーが朗読して紹介。